# Istria (Romania)
Istria è un comune della Romania di 2 641 abitanti, ubicato nel distretto di Costanza, nella regione storica della Dobrugia.
Il comune è formato dall'unione di 2 villaggi: Istria e Nuntași.